# Colletes wolfi
Espèce
Statut de conservation UICN

 EN B2ab(ii,iii) : En danger
Colletes wolfi, est une espèce d'abeilles de la famille des Colletidae. Elle est endémique d'Italie.